# Pleš
Pleš és un poble i municipi d'Eslovàquia. Es troba a la regió de Banská Bystrica. La primera menció escrita de la vila es remunta al 1246.

## Demografia
| Godina             | 1994 | 2004   | 2014   | 2024    |
| ------------------ | ---- | ------ | ------ | ------- |
| Nombre de persones | 223  | 235    | 223    | 185     |
| Diferència         |      | +5,38% | −5,10% | −17,04% |

| Godina             | 2023 | 2024   |
| ------------------ | ---- | ------ |
| Nombre de persones | 188  | 185    |
| Diferència         |      | −1,59% |